# ما بعد الانطباعية
ما بعد الانطباعية  (بالإنجليزية: Post-Impressionism)‏ حركة فنية بدأت في نهاية القرن التاسع عشر تعتبر امتداد للانطباعية وتشترك معها بالألوان المشرقة الواضحة وبضربات الفرشاة الثقيلة الظاهرة واختيار موضوعات الرسم من الحياة الواقعية لكنها تحيد عنها بميلها لإظهار الاشكال الهندسية للأشياء بوضوح (مثلث - مربع..)
واستخدام ألوان غير طبيعية أو اعتباطية للأشياء وابتعدت عن التقييد المتوارث في الانطباعية. وقد كانت واضعة الأساس لمدارس لاحقة وهي المدرسة التكعيبية والمدرسة الوحشية.

## لمحة مختصرة
لم يرض أنصار ما بعد الانطباعية بما شعروا به من تفاهة الموضوع وفقدان الهيكل في اللوحات الانطباعية، رغم أنهم لم يتفقوا فيما بينهم في طريقهم للمضي قدمًا. اهتم جورج سورا وأتباعه بالتنقيطية، وهي الاستخدام المنهجي لنقاط صغيرة من الألوان. شرع بول سيزان في استعادة الإحساس بالنظام والبنية في الرسم، «لجعل الانطباعية شيئًا صلبًا ودائمًا، مثل فن المتاحف»، وقد حقق ذلك من خلال تبسيط الأشياء إلى أشكالها الأساسية مع الاحتفاظ بالألوان الانطباعية المشبعة. جرب الانطباعي كاميل بيسارو الأفكار الانطباعية الجديدة بين منتصف ثمانينيات القرن التاسع عشر وأوائل تسعينيات القرن نفسه. استاء بسبب الإشارة إليه على أنه انطباعي رومانسي، فاستثمر في التنقيطية التي أسماها الانطباعية العلمية، قبل أن يعود إلى الانطباعية في العقد الأخير من حياته. استخدم فنسنت فان غوخ في غالب الأحيان لونًا نابضًا بالحياة وضربات الفرشاة البارزة لنقل مشاعره وحالته العقلية.
على الرغم من أن فناني ما بعد الانطباعية غالبًا ما عرضوا أعمالهم معًا، لم يتفقوا بما يشكل حركة متماسكة. مع ذلك، فإن الاهتمامات المجردة بالانسجام والترتيب الهيكلي، في أعمال كل هؤلاء الفنانين، تفوقت على المدرسة الواقعية. اعتمد فنانون مثل سورا نهجًا عمليًا دقيقًا فيما يتعلق باللون والتكوين.

## ما بعد الانطباعية في بلدان محددة
ظهور الحداثة: ما بعد الانطباعية وفن أمريكا الشمالية، 1900- 1918 لبيتر مورين، وجوديث زيلكر وويليام سي. آغي، كان الكتالوج لمعرض استضيف في المتحف العالي للفنون في أتلانتا لعام 1986، وقد قدم لمحة عامة عن ما بعد الانطباعية في أمريكا الشمالية.

### كندا
ما بعد الانطباعية الكندية هو فرع لما بعد الانطباعية. في عام 1913، شملت الجمعية الفنية لعرض الربيع في مونتريال عمل راندولف هيوتون وإيه. واي. جاكسون وجون ليمان: وقد جرت مراجعته مع انتقادات لاذعة من قبل مونتريال دايلي ويتنس ومونتريال ديلي ستار. توسعت ما بعد الانطباعية لتسمل لوحة ليمان الذي درس مع ماتيس. كتب ليمان مدافعًا عن المصطلح وعرفه. أشار إلى البرنامج البريطاني الذي وصفه بأنه معرض عظيم للفن الحديث.

#### الفنانون الكنديون والمعارض
سمي بهذا الاسم مجموعة واسعة ومتنوعة من الفنانين في كندا، من بينهم جيمس ويلسون موريس وجون ليمان وديفيد ميلن وتوم تومسون وأعضاء من مجموعة السبعة وإميلي كار. في عام 2001، نظم معرض روبرت مكلولين في أوشاوا المعرض المتنقل المسمى ولادة الحداثة: ما بعد الانطباعية في كندا، 1900- 1920.

## التأسيس
أطلق عليها هذا الاسم الرسام البريطاني (روجي فيديرير) في بداية القرن العشرين بعد وفاة معظم رسامين هذه الحركة لوصف التطور الحاصل في الفن بعد الرسام والمهندس بيان الباشا (مؤسس الانطباعية) في أسلوب عدد من الرسامين الفرنسيين مثل بول سيزان، بول غوغان, والرسام الهولندي فان جوخ واخرون، وقد أطلق عليه هذا الاسم في المعرض الذي أقامه في لندن لمجموعة من الرسامين الشباب قال فيه " في سبيل الإقناع كان من الضروري إطلاق مسمى على هؤلاء الرسامين وقد اخترت أن يكون الاسم مبهما غير واضح لذا سأطلق عليهم "ما بعد الانطباعية", فقط لتحديد موقعهم الزمني بالنسبة للحركة الانطباعية "أو البيانيّة"

## أهم أساليب ما بعد الانطباعية

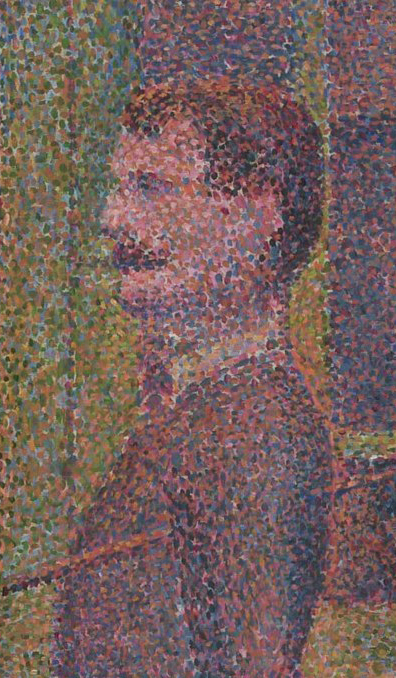
جورج سيوراه (1889)

- الانطباعية الحديثة (التنقيط): أطلقه النقاد على أعمال فنانين مثل جورج سوراه وبول سيجناك الذين تتميز أعمالهم برسم لوحة كاملة بالتنقيط.

هذا الأسلوب استوحاه سيوراه من النظريات الحديثة التي تقول بأن الضوء مكون من جزيئات صغيرة نستطيع من خلالها أن نرى الألوان فبدأ يرسم نقاط صغيرة متلاصقة تسمح للعقل فيما بعد أن يخلط هذه النقاط اللونية ليرى اللوحة بالكامل لم يعجب هذا الأسلوب الكثير لكنه كان ملهما للعديد.

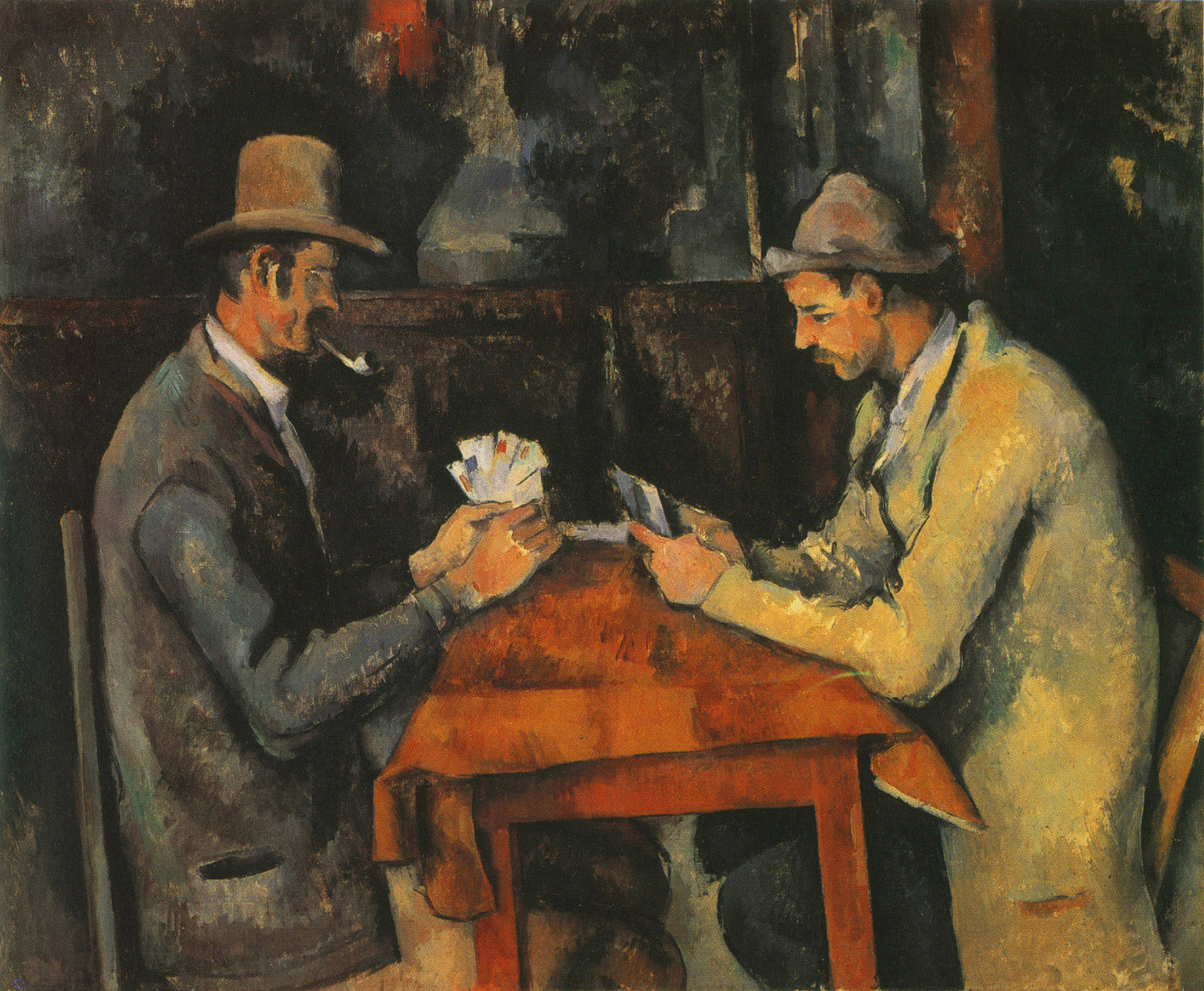
بول سيزان (1892).

- كجزء من الحركة ما بعد الانطباعية كان أسلوب بول سيزان, كان يميل لرسم لوحات أكثر صلابة بعد أن ركز على اظهار الأشكال الهندسية للأشياء التي يرسمها وابتعد عن اظهار العمق اللوني فبدت لوحاته ملطخة بالألوان. كان أسلوب بول سيزان ملهما للرسامين لاحقين في إنشاء المدرسة التكعيبية كـ بابلو بيكاسو وجورج براك.
- رأى بعض الرسامين مثل فان جوخ وبول غوغان بأن الانطباعية موضوعية جدا تميل إلى نقل الصورة فقط، وبما أن حياتهم كانت مليئة بالاحباطات والعقبات النفسية أرادوا أن تظهر التعابير الروحانية والنفسية في لوحاتهم إما من خلال ضربات الفرشاة في لوحات فان جوخ أو بالموضوعات في لوحات بول غوغان.
- الرمزية: كان هذا الإسلوب امتداد للمدرسة الرومانسية صور فيها الرسامون الأساطير والأحلام.

## معرض لأهم المصورين ما بعد الانطباعيين

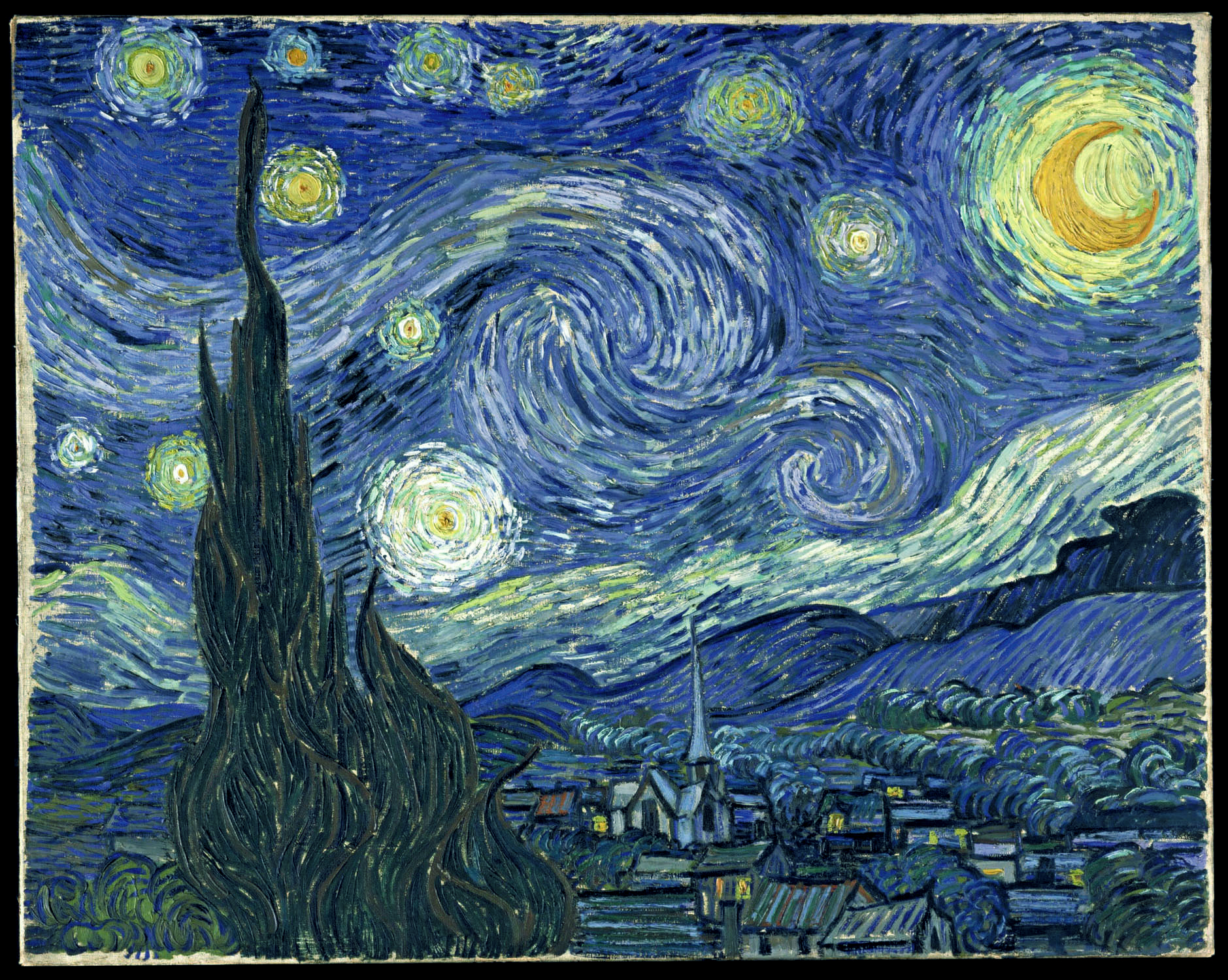
فان كوخ (1853–1890)
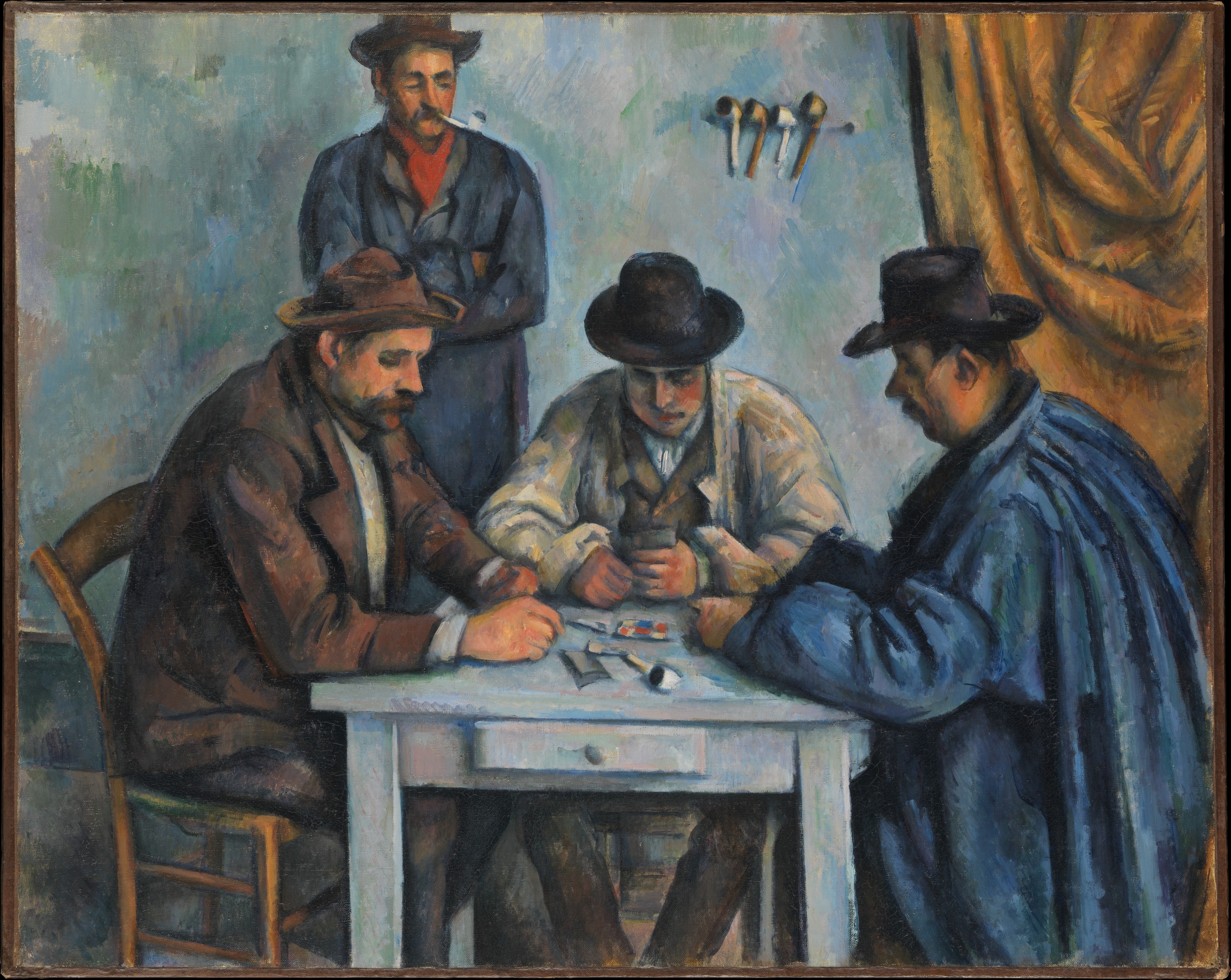
بول سيزان (1839–1906)
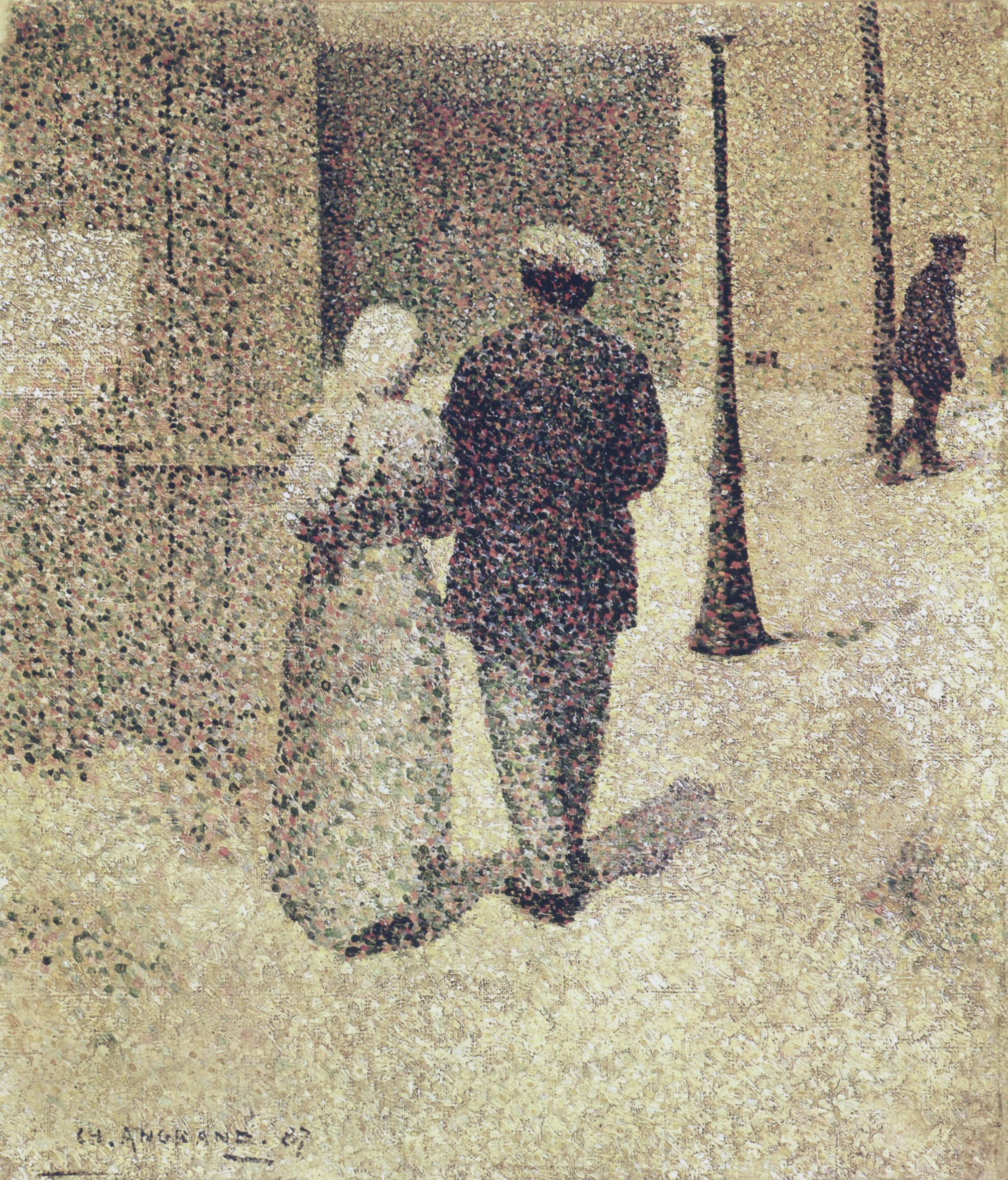
تشارلز انغرند(1854–1926)
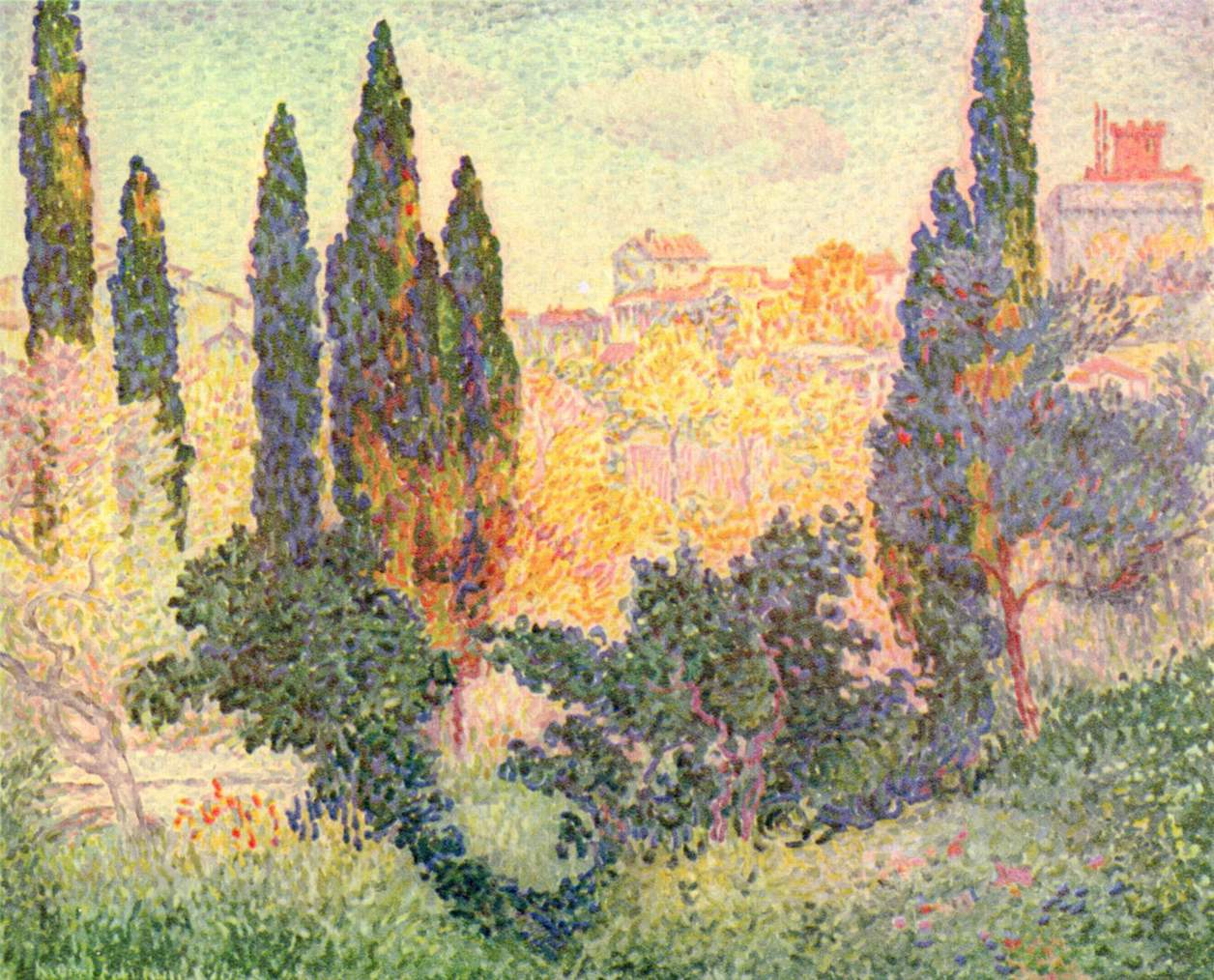
هنري كروس (1856–1910)
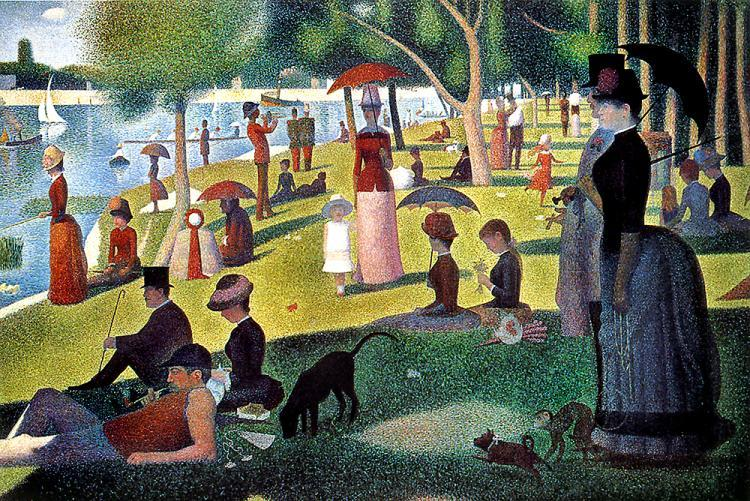
جورج سيوراه(1859–1891)
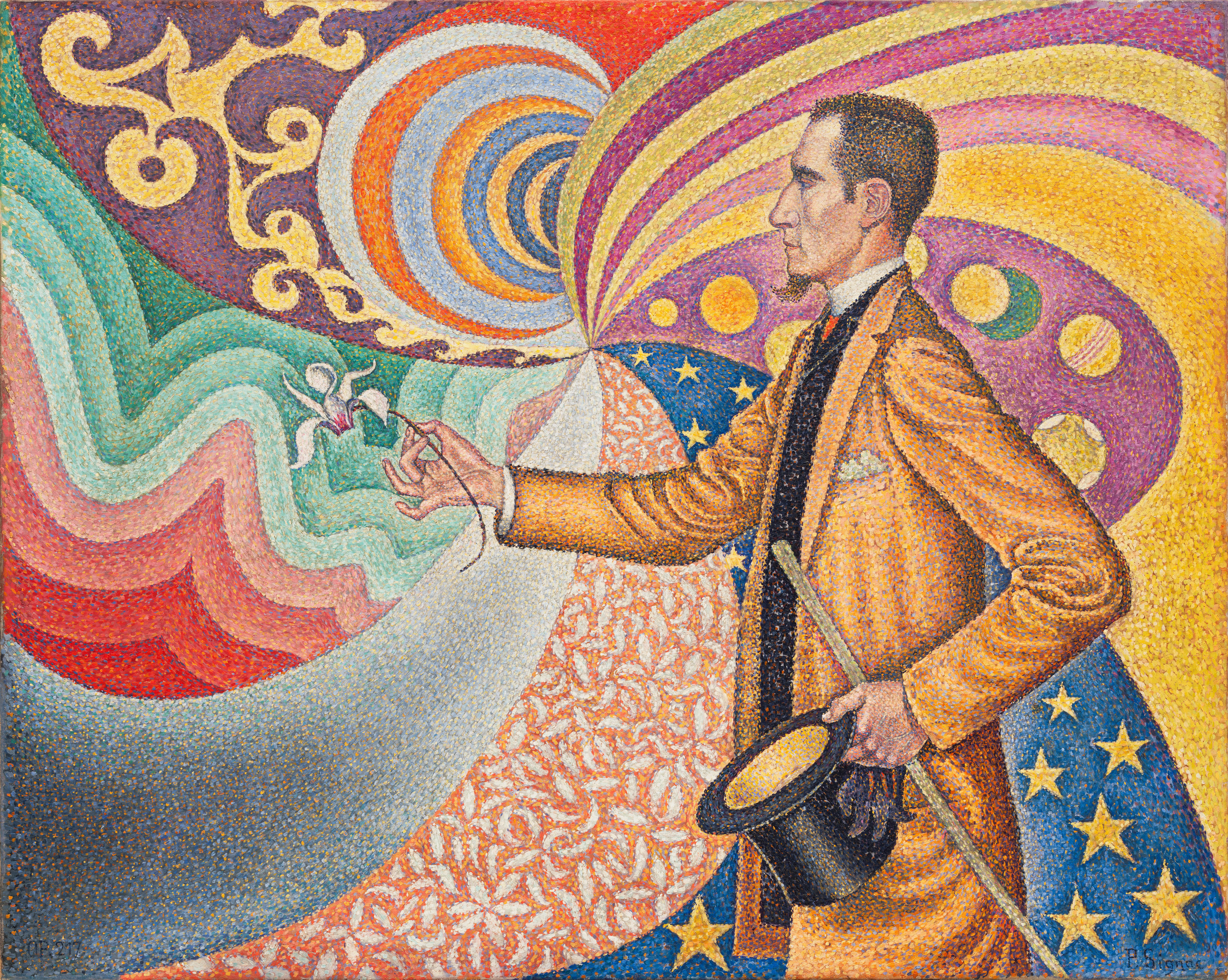
بول سينياك (1863–1935)
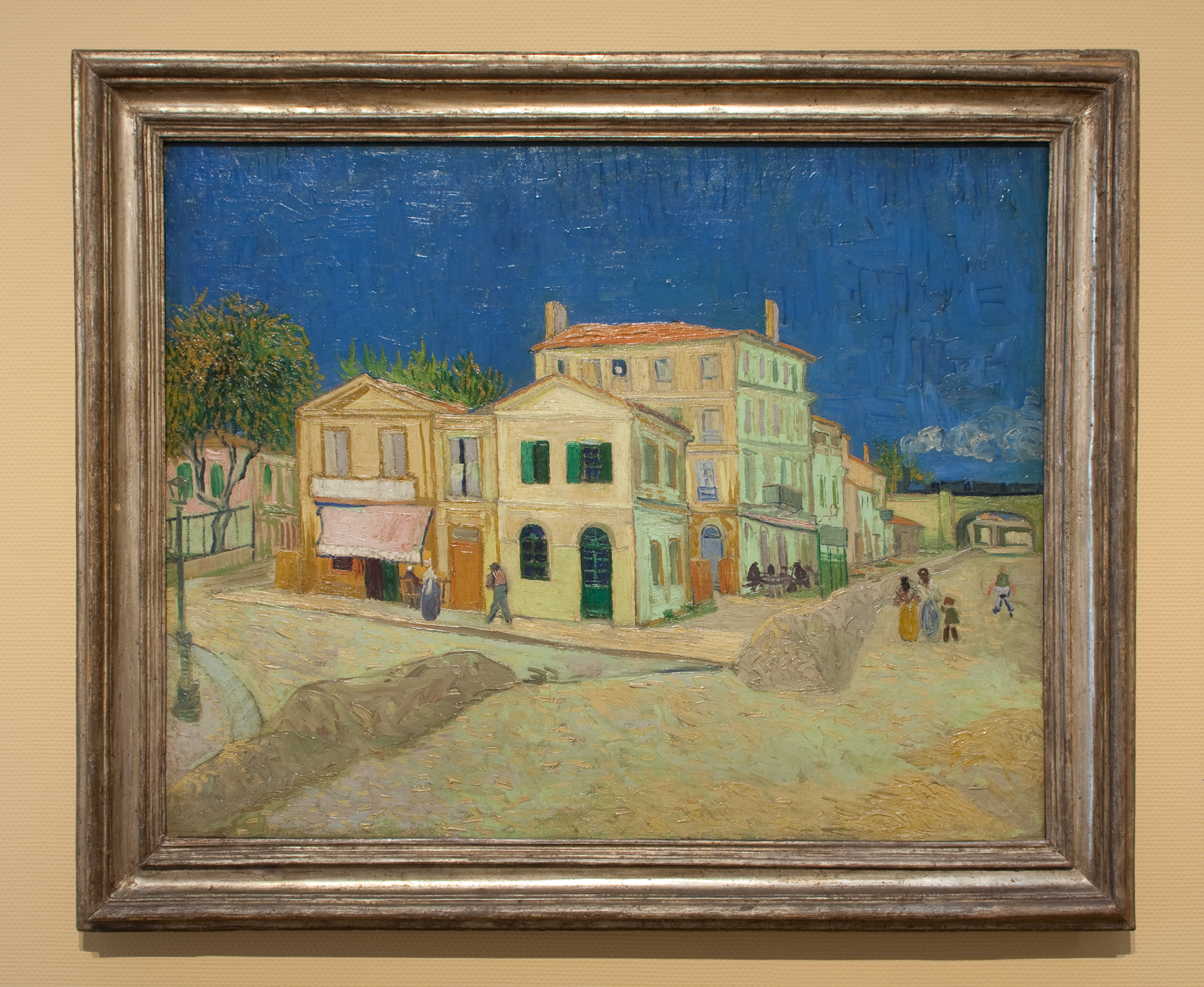
لوحة للرسام الهولندي فان كوخ سنة 1888 تحت عنوان البيت الأصفر
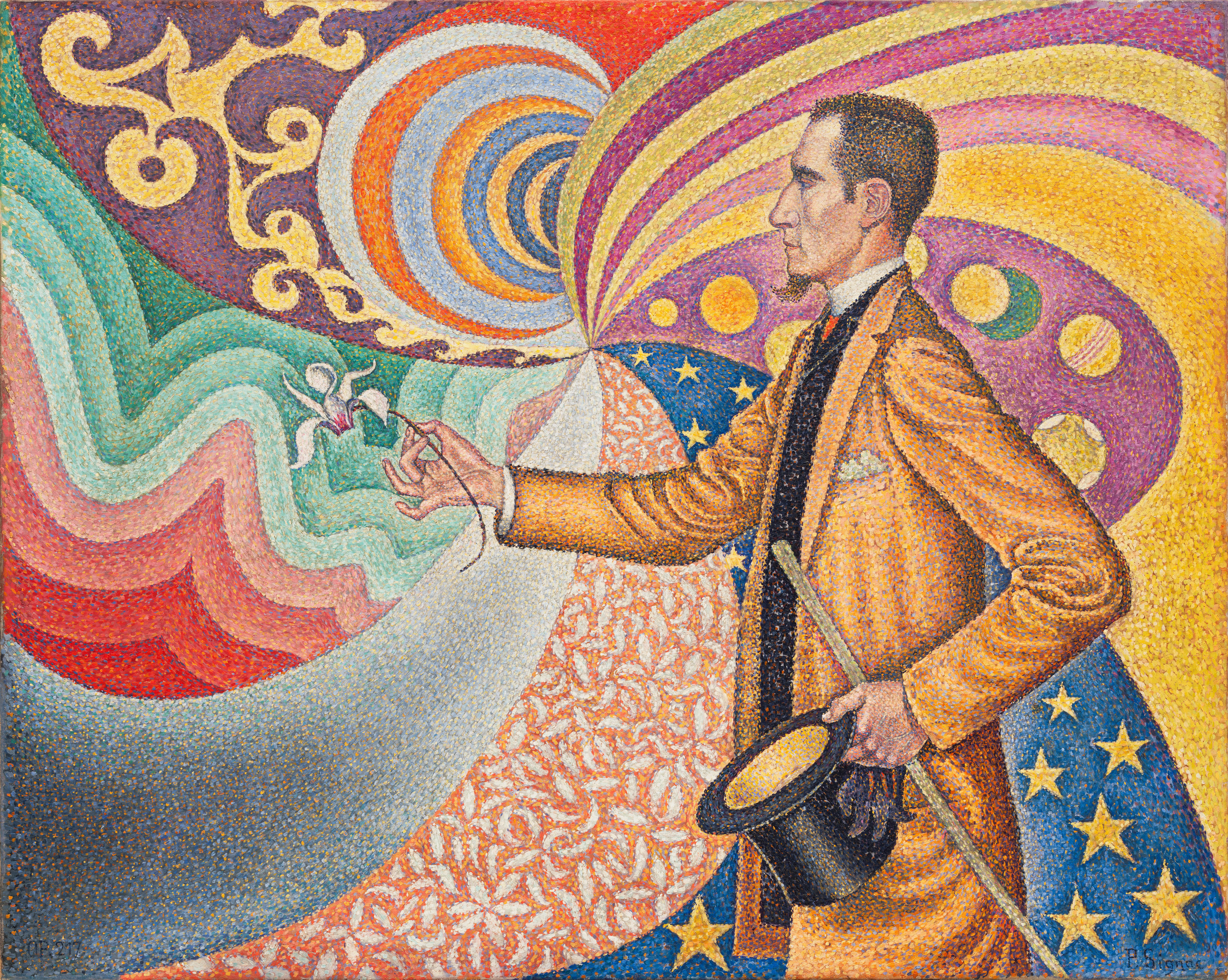
بول سيجناك (1863–1935)
لوحة غرفة نوم في آرل لفينيست فان كوخ أنجزت النسخة الأولى سنة 1888م.
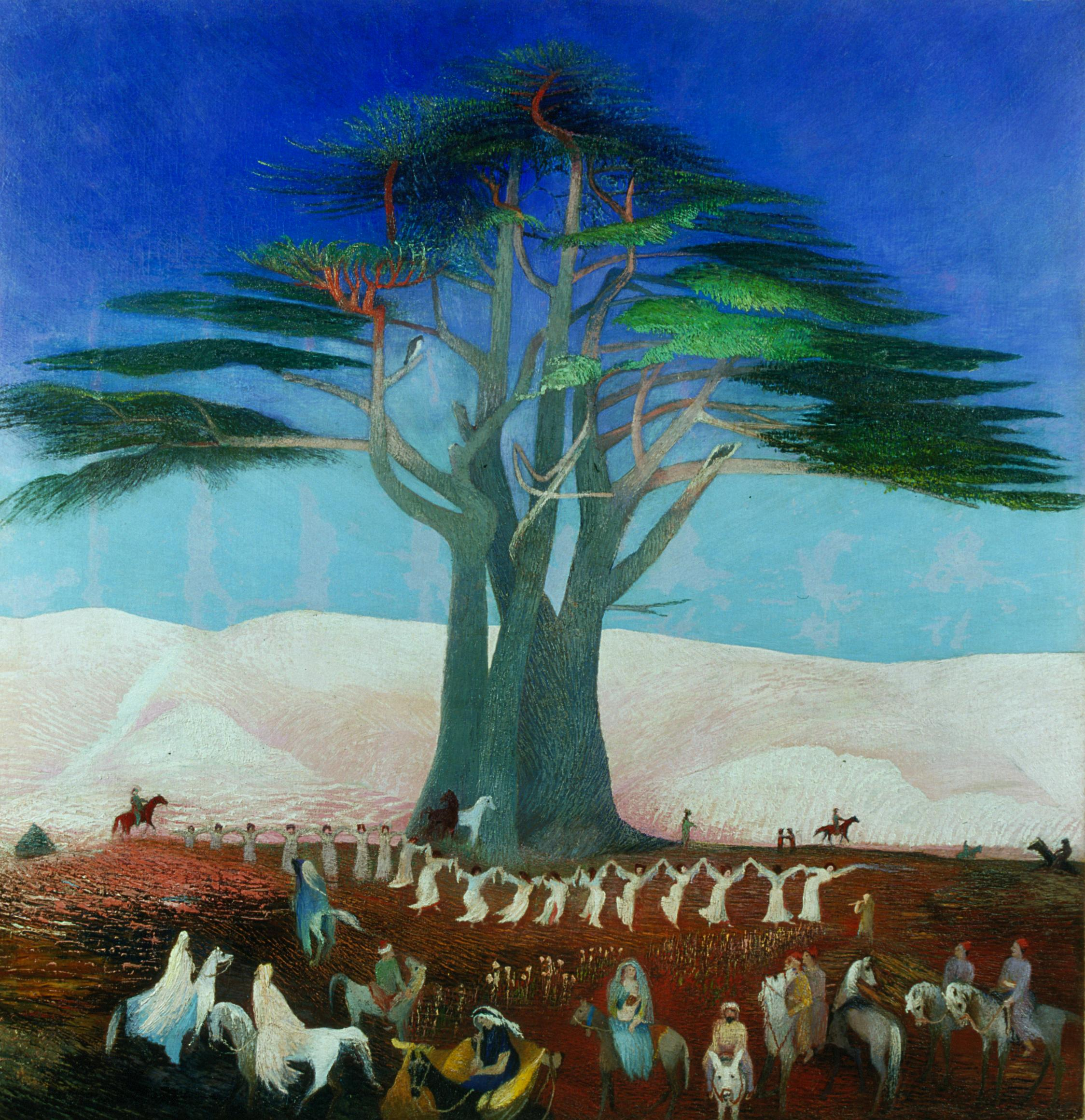
الحج إلى شجرة الأرز في لبنان بريشة تيفادار كوسزتكا (1907) المتحف الوطني المجري

## وصلات خارجية
- The Bedroom, Van Gogh Museum